# Salvador Ribeiro de Sousa

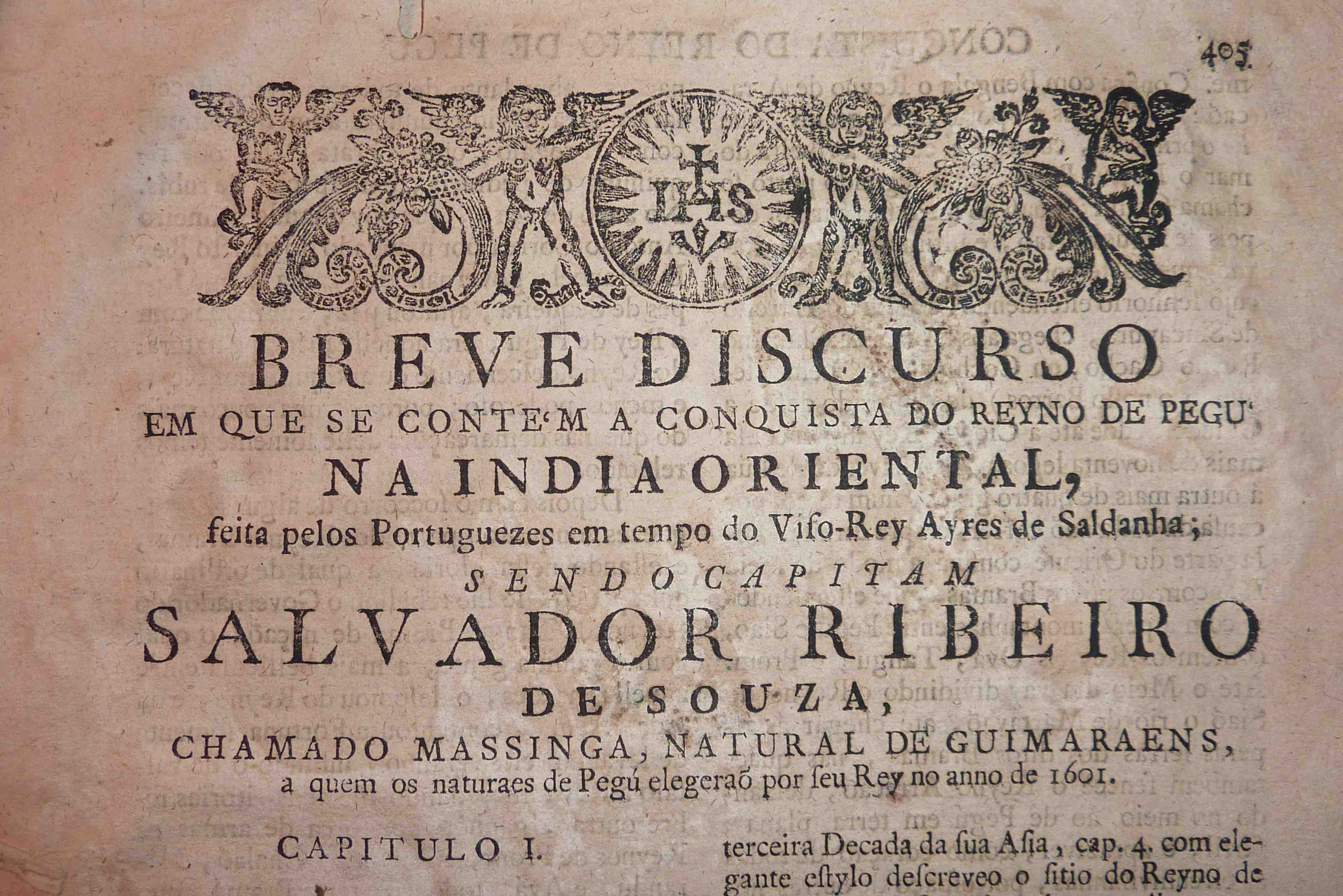
Breve discurso... Rei do Pegu em 1601, In Peregrinação de Fernão Mendes Pinto, 1762

Salvador Ribeiro de Sousa (Ronfe, Guimarães, século XVI — Alenquer?, século XVII) foi um militar português, Cavaleiro e Comendador da Ordem de Cristo, eleito Rei pelo povo do Reino do Pegu, e a história da Birmânia dá-lhe o nome de Massinga.
Muitos dos dados aqui apresentados têm origem no livro do padre Manuel de Abreu Mousinho, escrito em castelhano, e traduzido em português por autor anónimo sob o título de "Breve discurso etc."

## Origem
Salvador Ribeiro de Sousa, capitão português, era natural de Quintães (Couto de Ronfe), herdade de seu pai, filho de Frutuoso Gonçalves Cardote, também daí natural, e de sua mulher D. Maria da Mota e Sousa. Tinha, pelo menos, dois irmãos, que morreram solteiros e sem geração na Índia, onde foram sepultados.

## Índia
Em 26 de Março de 1587 parte para a Índia na Armada de Francisco de Melo . Prosseguimos em citando on Breve Discurso metendo-o em paralelo com outras relações ou com a cronologia da Índia:
Aí serviu sete anos "em muitas honradas facções, como na dos navios da Méca,
[Agosto de 1591, batalha naval de André Furtado de Mendonça com três naos da Meca]
"na rota da Armada de Cutimuça Marcá, no rio de Cardiva, sendo capitão de Cunhale,
[André Furtado prosseguiu seu caminho e foi encontrar "o corsário Cutimuza, sobrinho e general do Cunhale [ou Mohamed Cunhale Marcá] que com uma frota de vinte e huma galés se tinha senhoreado de toda a Costa de Coromandel, por onde fazia notaveis damnos aos navegadores Portuguezes, vangloriando-se juntamente de que nos havia de lançar fora das Fortalezas de Manar e de Columbo ; e encontrando com ella á entrada do rio de Cardiva, aqui mesmo lhe offereceo batalha, e elle a não recusou confiado em suas forças, e nos seus bons successos passados. Com igual valor se investíram estas duas armadas, mas não com a mesma fortuna ; porque depois de huma muito obstinada peleja, deixou Cutimuza toda a sua Armada no poder dos nossos ; e pera salvar a vida, e a liberdade, se entregou ás aguas do rio, e por elle assima escapou nadando".]
"e na jornada de Jafanapatão com o feliz General André Furtado de Mendonça, aonde mostrou sempre ser soldado qualificado."
["Com estas duas victorias de antemão ganhadas, chegou o nosso Furtado ao porto de Manar, onde achou ancorada huma Armada, não menos poderosa que a que elle mandava , a qual improvisamente accommetteo , e rendeo , sem lhe escapar hum só vaso della (...) Tão velozmente correram nesta occasião as nossas armas , que primeiro as sentio o Rey sobre si , do que lhe chegasse a noticia da total perda das suas ; e póde dizer-se que perdeo a vida sem o saber. Com elle a perdeo juntamente o seu filho primogénito ; cujo irmão segundo prostrando-se aos pés do nosso Capitão Mór , lhe pedio a vida , e este generosamente lha outorgou ; em sinal do que, tirando o seu próprio elmo , lho poz na cabeça ; e levantando-o assim mesmo cuberto, o entrou a tratar com muita reverencia. Depois de tudo socegado , deo-lhe a investidura daquelle Reyno com mui decentes condições. Concluídas as cousas de Jafanapatan , voltou André Furtado de Mendoça pera Goa carregado de despojos, e cuberto de gloria."]
Se Salvador Ribeiro de Sousa realmente participou a essas jornadas com André Furtado de Mendonça, não aperece nenhume menção a seu nome em Couto. Aliás a relação citada mais acima não é realmente de Diogo do Couto. A sua Década XI da Ásia foi-lhe roubada, e o que aparece na edição setessentista dessas décadas é um "pequeno Resumo" do século XVIII, tirado de diversas fontes, "enquanto (..) não apparece aquella Undecima Decada, de que só temos a noticia".
"Depois passando a Ceilão [Jafanapatão também é cidade de Ceilão...] com o General D. Jerónimo de Azevedo, militou seis anos, e foy Capitão de huma companhia, aonde assim assistiu em a famosa retirada de Malvana,
[Quanto a estes acontecimentos em companhia de D. Jerônimo, Diogo do Couto na década XII fala de um capitão cujas acções assemelham-se muito com as enumeradas aqui: mas trata-se de Salvador Pereira da Silva e não deste Salvador. Será engano ?]
"como em outras perigosas ocasiões conseguio muita honra não menos de esforçado soldado, que de prudente Capitão, como temos escrito na História daquela ilha em tempo do insigne Matias de Albuquerque Viso-Rey que foy dos Estados do Oriente."

## Pegu
Em 1600 decide de voltar para Portugal "requerer a satisfação de seus serviços, e de dous irmãos seus, que naquelas partes (sepultura de homens nobres) tinhão morrido gloriosamente (…). E a adversidade do tempo o obrigou a arribar ao Golfo de Ganges em Junho de 1600, e tomar o porto de Sirião no principal rio de Pegu, havendo sómente dezoito dias que o rey daquele Reyno se entragára ao de Tangú."

### Filipe de Brito e Nicote
Sempre segundo o padre Manuel de Abreu Mousinho, Salvador comandava as tropas do rei de Arracão e recebeu licença para fundar uma Casa de Alfândega em Sirião, ou Syriam, (hoje Thanlyin), perto da foz do Rio Irauádi , Birmânia). Intrometeu-se, porém, um "infiel" e ambicioso amigo Filipe de Brito e Nicote que fez edificar uma fortaleza para controlar a seu proveito (e aos dos portugueses do Estado da Índia) o negócio deste porto, o mais importante da Birmânia. O rei de Arracão indignado, atacou os portugueses refugiados na fortaleza. Salvador Ribeiro de Sousa distinguiu-se com um punhado de homens, desbaratando uma esquadra de mais de 1000 barcos e 40.000 homens que o cercavam, que acabaram por retirar depois de muitas baixas. A fama desta e outras proezas correu o Indo-China e os habitantes de Pegu deram a sua Corôa a este guerreiro português, na ausência de Picote. As façanhas de Salvador Ribeiro de Sousa deram pretexto para assunto de romance em verso de Morais Sarmento, intitulado "O Massinga".

## Rei doPegu
Tradução das passagens do livro de Frederick Charles Danvers, The Portuguese in India: Being a History of the Rise and Decline of Their Eastern Empire, referentes a Salvador Ribeiro de Sousa:
"Foi durante o governo do Vicerei Aires de Saldanha que os portugueses conseguiram a sua primeira posição em Arracão. Foi devido a Salvador Ribeiro de Sousa, que era um dos muitos soldados de fortuna portugueses que, no princípio do século XVII, tinham costume de oferecer seus serviços aos reis dos pequenos estados em que a Indochina era dividida. Nascido em Guimarães, foi para Arakan pelos fins do século XVI, onde obteve a capitania de regimento de nativos. Foram associados com ele no comando Filipe de Brito e Nicote, nascido em Lisboa, de pai francês - um homem tão ambicioso como Sousa era desinteressado. Xilimixa [Salim Shah ou aínda, em birmanez: Min Raza Gyi], rei de Arracão, tendo-se apoderado ele mesmo da coroa do reino de Pegu, e desejando mostrar sua gratidão aos portugueses que o tinham assistido, deu-lhes o porto de Sirião (ou Thanlyeng [Thanlyin], vila do distrito de Rangoon, no lado esquerdo do rio Pegu (hoje Rio Irauádi), a perto de três milhas da sua foz). Nicote [chamado Nga Zingar em Birmânia] depois conseguiu convencer Xilimixa, de construir uma casa de Alfândega na foz do rio, abertamente para puder aumentar as suas receitas por meio disso, mas com a verdadeira intenção de valer-se dela quando concluída, e de convertê-la em uma fortaleza que poderia servir de uma base de operações aos portuguêses na conquista da monarquia inteira. Logo que o trabalho foi terminado, o rei colocou-o na carga de Banadala, quem, suspeitando os desenhos de Nicote, fortificou o lugar e não permitiu que nenhum português pudesse entrar com a exceção de um frade dominicano, chamado Belchior da Luz. Nicote, que ficou assim confundido nas suas primeiras intenções , resolveu tomar posse do lugar pela força, antes que os trabalhos da defesa fossem quase concluídos. para esse fim, ele com três oficiais (João de Oliva, Paulo do Rego, e Salvador Ribeiro), com cinquenta homens, fez um ataque súbito ao forte. Banadala refugiou-se numa ilha vizinha, onde se fortificou. Posteriormente reuniu uma força de mil homens, e tomou os tesouros que pertenciam ao pagode de Digan para mantê-los.
O rei, logo que ouviu falar desse procedimento, decidiu enviar o alívio imediato a Banadala; mas o Nicote, quem parece ter ganhado uma influência extraordinária sobre Xilimixa, dissuadiu-o de fazer algo de semelhante, pela razão que Banadala era um ladrão sacrílego, e ofereceu os seus próprios serviços para ajustar matérias com os portugueses. A isto o Rei prontamente concordou, e logo após Nicote deu as ordens necessárias para concluir os trabalhos da fortificação na chamada Casa Alfandegária, debaixo das suas próprias directivas, e por seus próprios homens Portugueses.
Logo que os trabalhos foram suficientemente avançados, Nicote voltou para Goa, com a intenção de oferecer o forte ao Vice-rei, deixando Salvador no comando da praça. Ao mesmo tempo persuadiu o rei que a sua expedição tinha o objetivo de obter a ajuda para a conquista do Bengalo. Mas antes de partir, Nicote entrou em comunicação com vários Príncipes vizinhos, propondo a cada um deles separadamente que, se se juntasse com o vice-rei na conquista projetada, poderia ficar facilmente Rei do Pegu, e alguns deles foram suficientemente persuadidos para enviar embaixadores ao vice-rei naquele objetivo.
Apenas o Nicote tinha partido, o rei conheceu as suas intrigas, e cheio de indignação logo ordenou que todos os portugueses fossem expulsos do seu reino. Para o efeito, enviou Banadala abaixo ao rio com uma frota e 6000 homens. Esses foram encontrados por três navios com só trinta portugueses, comandados por Salvador Ribeiro, que, em curto espaço de tempo, e sem perder um homem, mataram vários inimigos, capturaram quarenta barcos, e puseram o resto em fuga.
O Xilimixa então obteve a ajuda do rei de Prome, e uma força combinada de 1.200 velas atacou o lugar pela água, enquanto 40.000 homens atacavam por terra. Salvador Ribeiro, com uma mão cheia dos seus compatriotas, retiraram-se na fortaleza, que defenderam heroicamente. Vendo que o inimigo não observava nenhuma determinada ordem no ataque, Ribeiro fez um ataque repentino uma noite, e caindo energicamente neles, matou o seu general e pôs o exército inteiro em fuga.
O Banadala pouco tempo depois novamente sitiou o forte, com um exército de 8.000 homens, e, tendo plantado as suas armas, bombardeou o lugar durante um dia inteiro, e no meio da noite avançou com seus homens calmamente, e fez um assalto. A este ataque foi resistido com tanto vigor que os assaltadores foram repelidos, e 1.000 corpos mortos do inimigo foram encontrados no fosso pela manhã seguinte. O inimigo continuou o cerco durante oito meses. Um pouco da guarnição portuguesa desertou, mas, para impedir outros de seguir o mesmo exemplo, Ribeiro fez queimar todos os barcos que estavam no porto.
Logo que o vice-rei soube do sucedido em Siriam, enviou reforços, com a chegada dos quais Ribeiro se encontrou à cabeça de 800 homens, com que determinou assumir a ofensiva. Tendo feito todos os planos necessários com esta finalidade, caiu inesperadamente nas construções do inimigo, que resistiu com grande coragem, mas depois de uma luta obstinada, as tropas portuguesas foram novamente vitoriosas , e o exército de Banadala foi forçado a fugir. Ribeiro destruiu então todas obras que tinham sido construídas para o ataque.
O forte agora aliviado da presença do inimigo, Ribeiro permitiu à maioria das suas tropas dispersar-se durante algum tempo, conservando só 200 dentro da fortaleza. Enquanto os portugueses foram assim espalhados, Banadala voltou a fazer o cerco, trazendo alguns castelos de movimento e vários tipos de bombardas. Os defensores foram reduzidos a grandes extremidades, e a issue du combat ficou extremamente duvidosa, quando um meteoro de fogo apareceu nos céus, assustando os sitiadores que fugiram, deixando todos os seus castelos para trás, e esses foram rapidamente destruídos pelos portugueses.
Além deste êxito, Ribeiro também ganhou uma vitória sobre o Rei Massinga, na província de Camelan (Kamanlay?), na qual o rei foi morto, e grande dano feito ao seu país, tanto por terra como por mar. Devido a essas vitórias a reputação do português foi feito grande com a gente do Pegu, que rapidamente quis ser empregada por eles, até que dentro de um tempo curto puderam receber os serviços de 20.000 naturais. Esses, em consideração ao êxito alcançado por Filipe de Brito e Nicote, e o seu bom temperamento (por causa do qual eles o chamaram "Changa", ou "Homem Bom "), proclamaram-no rei. Como ele estava ainda ausente, Salvador aceitou a coroa em seu nome, mas logo que voltou Nicote recebeu o reino em nome do rei de Espanha e Portugal. O comando do forte de Siriam agora recaiu sobre Rodrigo Álvares de Sequeira, que acidentalmente o queimou, ficando de pé apenas as paredes.
Nicote parece que teve tanto sucesso com o Vice-rei como tinha tido com Xilimixa, e ter exercido uma influência poderosa sobre ele, para que ele não só aceitou cada exigência de Nicote, mas casou-o com com uma sobrinha sua que tinha nascido em Goa de uma mulher javanesa. Também concedeu-lhe o título de " Comandante de Siriam, e General das Conquistas do Pegu". Nicote então voltou a Siriam com reforços, e seis navios. Tendo chegado a Siriam ele rejuntou o forte, construiu uma igreja, e enviou um presente rico ao Rei de Arakan, que o tinha enviado delegação para cumprimentá-lo sobre a sua chegada. Emitiu então ordens quanto à casa da alfandega, conforme as instruções que tinha recebido do Vice-rei, todos os navios que comerciavam na costa de Pegu devendo fazer as suas entradas lá. Como certos navios da costa de Coromandel recusaram obedecer a essas ordens, Nicote enviou a Dom Francisco de Moura com seis navios para forçar a obediência. O que foi realizado eficientemente, e, além disso, foram capturados dois barcos que pertenciam a Achin, com uma rica carga a bordo.
Vendo o uso que era feito da Casa da Alfandega em Siriam, o Rei de Arracão desejou apoderar-se-se daquele lugar e das suas receitas, e induziu o rei de Taungû a juntar-se à empresa. Isto chegando ao conhecimento de Nicote, enviou Bartolomeu Ferreira, capitão dos pequenos navios, atacar vinte pequenos "jalias" que tinham estado preparados com esta finalidade. Facilmente derrotou-os e pôs em fuga, assim escapando ao rei do país de Jangona. O inimigo, exasperado pela sua derrota, juntou 700 pequenos navios com 4,000 homens, que foram colocados sob os ordens do filho do príncipe, e com ele foram Ximicolia e Marquetam, filhos do imperador de Pegu.
Paulo do Rego Pinheiro foi enviado contra estas forças com os barcos e sete navios, e tendo capturado dez barcos que estavam em frente do resto da armada, voltou para depositá-los em um lugar seguro e logo foi-se novamente. Encontrando o inimigo demasiado forte para ele, obteve reforços, com que atacou e derrotou o inimigo, capturando vários navios. O príncipe, na sua diligência para escapar, dirigiu-se para um córrego, onde Pinheiro capturou o resto da sua frota, e o Príncipe fugiu por terra, tendo perdido 1,000 dos seus homens. Pinheiro então capturou o Forte de Chinim, e nele fez muitos presos, entre os quais estava a esposa de Banadala.
Depois deste êxito Nicote tomou o mar com catorze pequenos navios, nos quais iam sessenta portugueses e 200 naturais do Pegu ; ele dirigiu-se em cima de um rio, e ouvindo que o Príncipe foi em terra com 4,000 homens, 900 dos quais foram mosqueteiros, determinou atacá-los. As tropas do Príncipe foram derrotadas e ele mesmo preso, en consequência de que 2,000 homens foram enviados à sua ajuda pelo Rei de Prome, mas esses também sofreram uma derrota desastrosa, e foram forçados de retirar-se. Depois disso Nicote foi autorizado durante algum tempo a conservar o seu domínio de Siriam em Paz.
Tendo entregado o governo de Siriam a Nicote, Salvador Ribeiro de Sousa retirou-se para Portugal, onde se supõe que ele tenha passado o resto dos seus dias na sua aldeia natal, na província do Minho. O seu corpo jaz na casa de capítulo de um pequeno convento Franciscano perto de Alenquer, aproximadamente trinta milhas de Lisboa, onde uma inscrição evoca o seu nome e a sua história. Os escritores portugueses chamam-no o Marco Aurélio da Decadência da Índia, e mais de um poeta cantou os seus louvores."